# 1938年公平勞動標準法
1938年公平劳动标准法，是一项美国劳动法。

## 起源（背景）
公平勞動標準法是確立最低工資、加班工資、保存相關記錄和童工標準的聯邦法律。該法影響到在民間 企業和聯邦、州及地方政府全職及兼職的勞工。聯邦現行最低工資為每小時7.25美元。美國勞工部工資 和工時處負責落實及執行公平勞動標準法中與有關在私人住宅內或是相關從事家事服務工作的規定。 1974年，美國國會擴大了公平勞動標準法的保障範圍到從事家事服務的勞工。家事服務工作是指勞工在 私人住宅（永久或臨時）中從事與家事服務性質的工作。對於某些特定的家事服務勞工，公平勞動標準法免除了此類勞工有關最低工資和加班費的規定。如果符合以下描述的法規要求，受雇為老年人或病患、受傷或殘疾人士所提供「陪護服務」的非正式保姆和家 事服務勞工，其雇主不需要支付最低工資或加班

## 法律保障

### 美國《公平勞動標準法》
FLSA(Fair labor standards act)《公平勞動標準法》是1938年美國羅斯福政府通過的改善勞資關係的法律。該法律又稱《工資時數法》，是一項關於有關工人工資與工時的法案。
1938年《公平勞動標準法》由美國國會通過。1933年的《全國產業復興法》中規定，聯邦政府有權管制工資與工時，但該法於1935年被聯邦最高法院宣佈違憲。國會遂制定新法。
目的是消除“對維持工人健康、效率和福利所必需的最低生活水準有害的勞動條件。”該法規定第一年的最高工時為每週44小時；第二年為42小時，以後為40小時；第一年的最低工資為每小時25美分，第二年為30美分，以後六年為40美分。該法適用於從事州際貿易以及製造在州際貿易中流通商品的所有工人。
自頒佈以來到1990年曾經作了多次的重大修正，受《公平勞動標準法》影響的全美全工時或部分工時的工人多達6000萬。

## 內容

### 充分就業
充分就業，並不意味著社會上完全沒有失業。在一個動態經濟中，並無法百分百的就業。在美國多數經濟學家認為失業率在6％或5％時，就可視為充分就業。經濟學家認為「充分就業」的定義為，考慮摩擦性失業後勞動力的就業水準。追求「充分就業」的最終目的，是要借重就業者去生產財貨與提供勞務，如果就業不具生產性，如為減少失業人數，將失業者隨便安插，則「充分就業」將無意義。亦言之，有意義的充分就業是生產性的就業，即工作的人使用最低成本來生產財貨興勞務的就業。

### 基本權利

#### 工作權
是指人民能在社會上選擇與其身份，才智想合適的工作，以維持其生存權利。對於工作權的保障方式有三種：
1. 工作權利的獲得
2. 工作條件的維持與改善
3. 不得因性別而有工作條件的歧視。

##### 勞動三權
指下列三個勞工權利，目前在很多國家的法律中得到承認。
1. 團結權，也稱自由結社權，指雇員有自願團結起來，建立或參加工會等勞工團體的權利。
2. 團體交涉權，也稱集體談判權，指雇員有通過工會等代表，集體和雇主交涉、談判雇傭合同的權利。
3. 團體爭議權，也稱罷工權，指當和雇主發生爭議的時候，雇員有組織集體行動（包括罷工）抗議而不受雇主懲罰的權利。但在罷工一點上，很多國家的法律在肯定普遍罷工權的同時，特別排除了特定行業人員（例如公務員、教師、軍人和一些公眾服務部門）的罷工權，或者要求其在罷工的時候維持最低服務水準。

##### 工作條件
工作條件是指職工在工作中的設施條件、工作環境、勞動強度和工作時間的總和。工作條件一般又稱為勞動條件。
1. 工作環境:指的是勞動者所在的勞動場所的外部環境條件，主要是指對勞動者身心健康產生影響的各種有害因素。通過各種有害因素的危害程度的測定對勞動環境做出評價。勞動環境不同，在相同時間內其他勞動因素不變，所需付出的勞動消耗量是不同的。在較差的條件下，就要支出更多的勞動。
2. 勞動強度:勞動強度是勞動的緊張程度，表現為在一定時間內勞動者在創造物質產品和勞務中所消耗的勞動的量。勞動強度是勞動的內含量，而工作日的延長則是勞動的外延量。隨著社會生產力的提高，科學技術的進步和勞動者的經驗積累，勞動的外延量可以轉化為勞動的內含量，即隨著新的機器和技術的採用，工作日可以縮短，但勞動的強度卻可能提高。在商品生產條件下，勞動強度較大的一個工作日比時間相同但勞動強度較小的一個工作日能生產更多的產品，並會形成較大的價值量。而勞動生產率的提高，雖然也表現為同一時間內生產更多的產品，但並不增加產品的價值總量，單位產品的價值量還會減少。勞動強度包括以下幾個指標：

(1) 體力勞動強度：生產崗位勞動者體力消耗的多少。
(2) 工作利用率：生產崗位凈勞動時間的長短，它等於凈勞動時間與工作日總時間之比。
(3) 勞動姿勢：生產崗位勞動者主要勞動姿勢對身體疲勞的影響的程度。
(4) 勞動緊張程度：生產崗位勞動者在勞動過程中生理器官的緊張程度。
(5) 工作班制：生產崗位的輪班作業制度。
3. 工作時間

### 社會安全網
社會安全網作為“公平勞動”的子項目，可分為社會保險，社會福利。

#### 社會保險
社會保險 (Social Insurance) 是一種為喪失勞動能力、暫時失去勞動崗位或因健康原因造成損失的人口提供收入或補償的一種社會和經濟制度。社會保險計畫由政府舉辦，強制某一群體將其收入的一部分作為社會保險稅（費）形成社會保險基金，在滿足一定條件的情況下，被保險人可從基金獲得固定的收入或損失的補償，它是一種再分配制度，它的目標是保證物質及勞動力的再生產和社會的穩定。社會保險的主要專案包括養老社會保險、醫療社會保險、失業保險、工傷保險、生育保險。

## 各國的實踐

### 偉大社會
偉大社會：1931年的修正案中規定，聯邦最低工資得以提高的同時，普通工人的工資必須包含附加福利來同步提高。此外，綜合工資最低比率的提高被寫進法律,這也將《公平勞動標準法》（Fair Labor Standards Act）未能涉及到的910萬工人納入工資提高範圍內。